# Feng Kun
Feng Kun (馮坤S, Féng KūnP; Pechino, 28 dicembre 1978) è un'ex pallavolista cinese.
Giocava nel ruolo di palleggiatrice.

## Carriera
La carriera di Feng Kun inizia nel 1990, all'interno del settore giovanile del Beijing Nuzi Paiqiu Dui. Nel 1994 viene promossa in prima squadra e un anno dopo vince il Campionato mondiale juniores. Pur non vincendo alcun trofeo col suo club, nel 1997 debutta in nazionale maggiore. Viene poi ceduta in prestito nella campionato 1998-99 al Nanjing Volleyball, col quale chiude il campionato in ottava ed ultima posizione.
Torna così a giocare nel Beijing Nuzi Paiqiu Dui dalla stagione 1999-00; con la nazionale nel 2001 vince la medaglia d'argento al World Grand Prix e la medaglia d'oro al campionato asiatico e oceaniano, prima, e alla Grand Champions Cup, dopo. Un anno dopo vince la medaglia d'argento al World Grand Prix e la medaglia d'oro ai XIV Giochi asiatici. Nel 2003 vince la medaglia d'oro a tutte le competizioni a cui prende parte: World Grand Prix, campionato asiatico e oceaniano e Coppa del Mondo, dove viene premiata come miglior palleggiatrice.
Nel 2004 tocca il punto più alto della sua carriera, vincendo la medaglia d'oro ai Giochi della XXVIII Olimpiade, venendo premiata come Most Valuable Player e miglior palleggiatrice. Un anno dopo il trionfo olimpico, vince la medaglia di bronzo al World Grand Prix e alla Grand Champions Cup, mentre vince la terza medaglia d'oro consecutiva al campionato asiatico e oceaniano; in tutte e tre le competizione riceve il premio come miglior palleggiatrice. Nel 2006 vince la medaglia d'oro ai XV Giochi asiatici. Nel 2007 vince la medaglia d'argento al campionato asiatico e oceaniano; un anno dopo vince la medaglia di bronzo ai Giochi della XXIX Olimpiade, giocati nella sua città natale, Pechino, e dopo i quali si ritira dall'attività della nazionale cinese.
Nella stagione 2008-09 lascia per la prima volta il campionato cinese, ingaggiata dall'Asystel Volley nella Serie A1 italiana, con cui vince il suo primo trofeo con un club, la Coppa CEV, venendo anche premiata come miglior palleggiatrice. Al termine della stagione, torna a giocare in Cina nel Guangdong Hengda Nuzi Paiqiu Julebu, con cui ottiene subito la promozione dalla serie cadetta alla Volleyball League A; la stagione successiva giunge fino alla finale di campionato, perdendola contro il Tianjin Nuzi Paiqiu Dui. Qualche mese dopo annuncia il suo ritiro dall'attività agonistica.

## Palmarès

### Club
- Coppa CEV: 1

2008-09

### Nazionale (competizioni minori)
- Campionato mondiale juniores 1995
- Montreux Volley Masters 1998
- Montreux Volley Masters 1999
- Montreux Volley Masters 2000
- Montreux Volley Masters 2002
- Giochi asiatici 2002
- Montreux Volley Masters 2003
- Montreux Volley Masters 2004
- Montreux Volley Masters 2005
- Montreux Volley Masters 2006
- Giochi asiatici 2006
- Montreux Volley Masters 2008

### Premi individuali
- 2001 - Volleyball League A cinese: Miglior muro
- 2003 - Coppa del Mondo: Miglior palleggiatrice
- 2004 - Giochi della XXVIII Olimpiade: MVP
- 2004 - Giochi della XXVIII Olimpiade: Miglior palleggiatrice
- 2005 - World Grand Prix: Miglior palleggiatrice
- 2005 - Campionato asiatico e oceaniano: Miglior palleggiatrice
- 2005 - Grand Champions Cup: Miglior palleggiatrice
- 2008 - Montreux Volley Masters: Miglior palleggiatrice
- 2009 - Coppa CEV: Miglior palleggiatrice